# RSP (album)
RSP – debiutancki album Saszan, wydany 16 września 2014 roku. Album dotarł do 2. miejsca polskiej listy przebojów OLiS.

## Lista utworów
1. „Tylko w mojej wyobraźni” – 3:05
2. „Wybrałam” – 3:10
3. „Proste słowa” – 3:05
4. „Nie planujmy nic” – 3:10
5. „Wspomnienie” – 3:09
6. „Twarzą w twarz” – 3:21
7. „Świat jest nasz” – 3:17
8. „Zamknij oczy” – 3:40
9. „Dla was” – 3:38
10. „About You” – 3:00
11. „Wybrałam” (Dynamid Disco And Jeyjey Sax Remix) – 3:26

## Pozycja na liście sprzedaży
| Kraj   | Lista sprzedaży (2014)    | Najwyższa pozycja |
| ------ | ------------------------- | ----------------- |
| Polska | Oficjalna Lista Sprzedaży | 2                 |